# Илий (Ноздрин)
Схиархимандри́т Или́й (в миру — Алексе́й Афана́сьевич Ноздри́н; 8 марта 1932, Становой Колодезь, Орловский район, Центрально-Чернозёмная область, РСФСР, СССР — 15 марта 2025, Оптина пустынь, Козельский район, Калужская область, Россия) — священнослужитель Русской православной церкви, духовник братии Оптиной пустыни, личный духовник патриарха Московского Кирилла.

## Биография
Родился 8 марта 1932 года в селе Становой Колодезь Орловского района (ныне — Орловской области) в крестьянской семье. При крещении в церкви соседнего села Лукина был наречён в честь Алексия, человека Божия. По собственному признанию, молиться начал с трёх лет.
В 1949 году окончил среднюю школу в родном селе. Служил в армии, где старшина уговорил его вступить в комсомол. По возвращении домой он глубоко раскаивался в этом, видя в данном деянии грех против Бога, и тотчас сжёг свой комсомольский билет.
С 1955 по 1958 год обучался в машиностроительном техникуме в Серпухове, а после окончания был распределён на работу в город Камышин Волгоградской области. Посещал единственную в городе действующую церковь в честь святителя Николая, где его первым духовником стал священник Иоанн Букоткин, который рекомендовал молодому человеку поступить в Саратовскую духовную семинарию. После закрытия Саратовской семинарии был переведён в Ленинградскую духовную семинарию, а позднее окончил Ленинградскую духовную академию.
В Духовной академии познакомился с будущим патриархом Кириллом: «Я поступил в семинарию, а он в том году кончал академию. И мы его все любили. Он был ещё мирянином, просто Алёшей Ноздриным, но отличался удивительным характером и замечательным стилем отношений с людьми».
13 марта 1966 года митрополитом Никодимом (Ротовым) был пострижен в монахи с именем «Илиан» в честь одного из сорока мучеников Севастийских. Позднее митрополитом Никодимом был последовательно рукоположён в сан иеродиакона и иеромонаха. Нёс своё служение в разных храмах Ленинградской епархии.
С 1966 по 1976 год провёл в Псково-Печерском монастыре, а под влиянием прочтения книги о Силуане Афонском принял решение о поступлении в Пантелеимонов монастырь на Афоне.
3 марта 1976 года определением Священного синода был направлен нести иноческое послушание на Афоне. Проживал в Старом Руссике, исполнял обязанности духовника Пантелеимонова монастыря.
В 1989 году был призван в Россию и направлен в качестве духовника в восстанавливаемую Оптину пустынь. Настоятелем обители архимандритом Евлогием (Смирновым) был пострижен в великую схиму с именем Илий (в честь одного из мучеников Севастийских).
После Поместного собора 2009 года был избран духовником своего по Ленинградской духовной академии — новоизбранного патриарха Кирилла. Поселился на Патриаршем подворье Троице-Сергиевой лавры в подмосковном посёлке Переделкино.
4 апреля 2010 года на Пасху в кафедральном храме Христа Спасителя в Москве патриархом Кириллом был возведён в сан схиархимандрита.
Умер 15 марта 2025 года в 23:40 по МСК в возрасте 93 лет.
18 марта 2025 года с 12:00 по 13:15 по МСК в Казанском храме Оптиной пустыни состоялось отпевание Илии Ноздрина, которое возглавил патриарх Кирилл.
18 марта 2025 года гроб с телом Илия похоронили у Воскресенской часовни в Оптиной пустыни.

## Взгляды

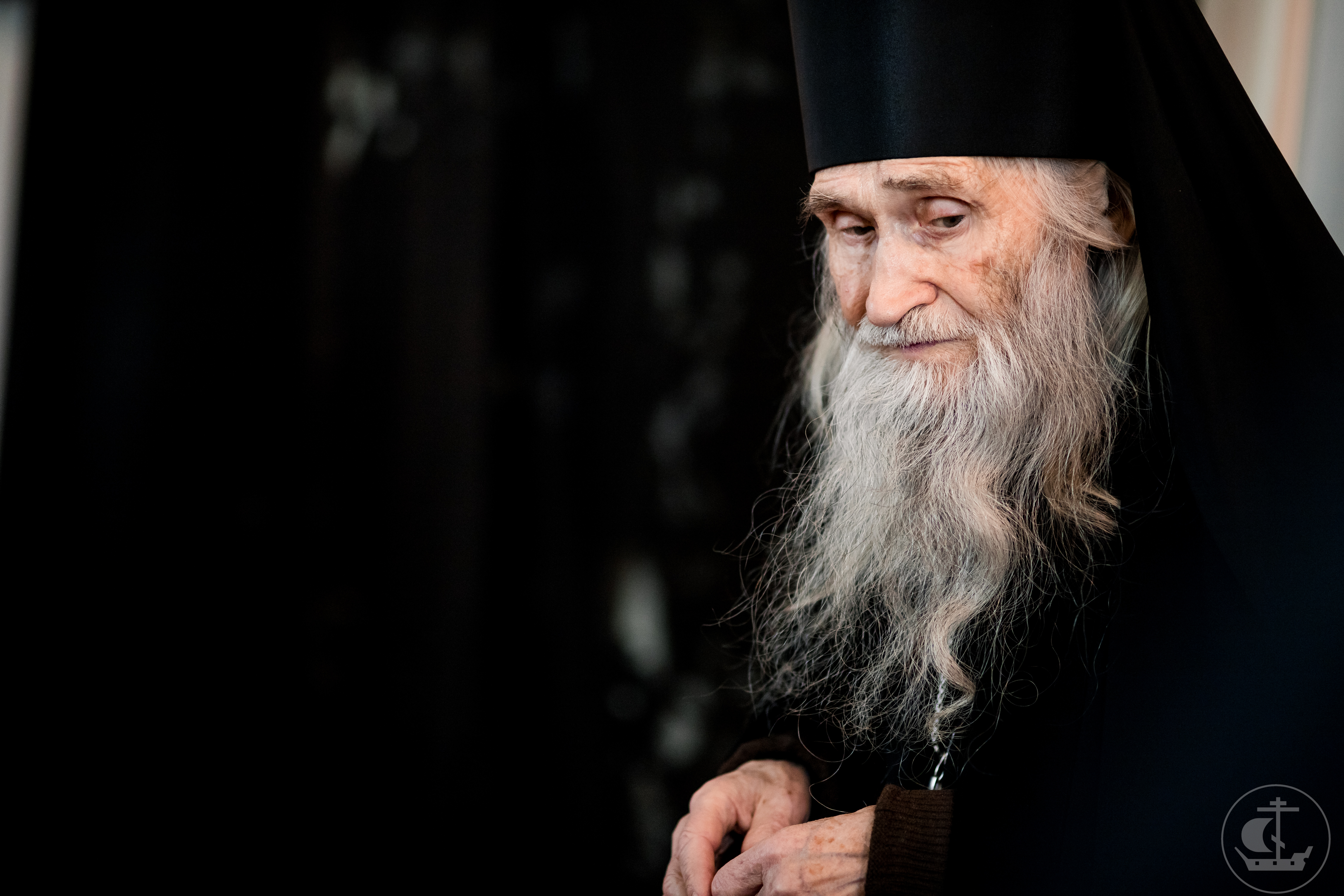
Илий в 2017

Выступал против коммунизма, сталинизма, называя Сталина бандитом и считая его роль в истории страны, включая весь период Великой Отечественной войны, однозначно отрицательной. Он высказывался против установления памятников Сталину, говоря о возрождении сталинизма как о «повороте на разорение, на гибель России». О Ленине Ноздрин отзывался как о «ненавистнике русского народа, злодее из злодеев». Коммунистов Илий считал врагами Бога, с которыми сражается христианин. По мнению Илия, цитирующего Иоанна (Крестьянкина), в борьбе за «светлое будущее» коммунистической идеи в мире было положено около 95 миллионов человеческих жизней.

Старец Илий положительно относился к Ельцину, о котором говорил:
Была б моя власть, я бы сделал памятник ему. Он, как Георгий Победоносец, при всем синклите этом – ЦК – бросил билет партийный… Он шёл на растерзание… Его заслуга в том, что миллионы, миллиарды людей обратились к Богу, и Церковь стала нормальной
В передаче от 2 января 2022 года на телеканале «Спас», старец Илий (Ноздрин) заявил что он, будучи 10-летним мальчиком, изменил ход Второй мировой войны, обеспечив победу Красной армии в Курской битве. По словам старца, он подобрал выпавшие из немецкого автомобиля карты, которые отдал советским военнопленным, один из которых сбежал и передал их Рокоссовскому.
Старец Илий активно поддерживал российское вторжение на Украину, неоднократно высказывался в поддержку российских властей, называя Путина богоизбранным руководителем. По мнению Илии Ноздрина, для победы в российско-украинской войне необходимы три вещи: запретить аборты, запретить матерную брань и похоронить тело Ленина.

## Семья
- Дед — Иван Ноздрин (?—1942) — являлся старостой Покровской церкви в селе Становой Колодезь.
- Отец — Афанасий Иванович Ноздрин (22.01.1910—16.12.1941). Согласно тому № 7 Книги Памяти Орловской области: «Уроженец с. Редькино Орловской области. Умер от ран. Похоронен в г. Владикавказе».
- Мать — Клавдия Васильевна Ноздрина.
- Три брата и сестра.

## Награды
- «За вклад в духовное возрождение Отечества» (2004)[4];
- Почётный гражданин города Орла (октябрь 2011)[24];
- Орден Преподобного Сергия Радонежского I степени (8 марта 2012 года)[25];
- Орден Преподобного Серафима Саровского I степени (17 марта 2017 года)[26].
- Орден Почёта (4 октября 2019 года) — за заслуги в сохранении и развитии духовных и культурных традиций, активную деятельность, направленную на укрепление дружбы между народами[27];
- Орден Святого равноапостольного великого князя Владимира II степени (2022) — во внимание к усердным многолетним трудам на благо Святой Церкви и в связи с 90-летием со дня рождения[28].